# Sommet Amérique du Sud-pays arabes
Pour les articles homonymes, voir ASPA.
Les sommets Amérique du Sud-pays arabes, ou ASPA, sont des rencontres internationales regroupant depuis 2005 des pays d'Amérique du Sud et du monde arabe. La troisième édition a eu lieu à Lima, au Pérou, les 1er et 2 octobre 2012.

## Sommets
| Sommet | Ville hôte | Pays hôte       | Année |
| ------ | ---------- | --------------- | ----- |
| 1er    | Brasilia   | Brésil          | 2005  |
| 2e     | Doha       | Qatar           | 2009  |
| 3e     | Lima       | Pérou           | 2012  |
| 4e     | Riyad      | Arabie saoudite | 2015  |